# Pleurolabus
Pleurolabus es un género de gorgojos de la familia Attelabidae. En 1860 Jekel describió el género. Esta es la lista de especies que lo componen:
- Pleurolabus algoensis (Peringuey, 1888)
- Pleurolabus australis Legalov, 2007
- Pleurolabus costulatus (Jekel, 1860)
- Pleurolabus cyaneoviridis (Hustache, 1923)
- Pleurolabus damarensis Hesse, 1929
- Pleurolabus exaratus (Boheman, 1829)
- Pleurolabus munroi (Marshall, 1932)
- Pleurolabus wolkbergensis Legalov, 2007